# Solukhumbu
Der Distrikt Solukhumbu ist ein Distrikt in Nepal und gehört seit der Verfassung von 2015 zur Provinz Koshi.

## Geographie
Er besteht aus den Regionen um den Mount Everest: Solu und Khumbu. Das Flusstal des Likhu Khola bildet die westliche Grenze des Distrikts. Im Osten des Distrikts verläuft das Tal des Honku Drangka. Den Großteil des Distrikts wird vom Dudhkoshi entwässert.
Bei der Volkszählung 2001 hatte der Distrikt 107.686 Einwohner; 2011 waren es 105.886.
Der Mount Everest (Sagarmatha) liegt im Norden des Distriktes im Sagarmatha-Nationalpark; der Park ist als Weltkulturerbe gelistet.

## Verwaltungsgliederung
Städte im Distrikt Solukhumbu:
- Dudhkunda

Gaunpalikas (Landgemeinden):
- Dudhakaushika
- Necha Salyan
- Dudhkoshi
- Maha Kulung
- Sotang
- Khumbu Pasang Lhamu
- Likhu Pike